# Premiul Academiei Europene de Film pentru cel mai bun actor
Premiul Academiei Europene de Film pentru cel mai bun actor este acordat de Academia Europeană de Film actorilor din filmele europene. Premiul a fost acordat prima dată lui Max von Sydow pentru rolul din filmul Pelle the Conqueror în 1988.

## Câștigători și nominalizați

### Anii 1980
| An              | Câștigători și nominalizați | Titlu română/engleză                 | Titlu original                               |
| --------------- | --------------------------- | ------------------------------------ | -------------------------------------------- |
| 1988 (Ediția 1) | Max von Sydow               | Pelle the Conqueror                  | Pelle erobreren                              |
| 1988 (Ediția 1) | Klaus Maria Brandauer       | Hanussen                             | Hanussen                                     |
| 1988 (Ediția 1) | Alfredo Landa               | El bosque animado                    | El bosque animado                            |
| 1988 (Ediția 1) | Udo Samel                   | Mit meinen heißen Tränen             | Mit meinen heißen Tränen                     |
| 1988 (Ediția 1) | Dorel Vișan                 | Iacob                                | Iacob                                        |
| 1989 Ediția 2   | Philippe Noiret             | Life and Nothing But Cinema Paradiso | La vie et rien d'autre Nuovo cinema Paradiso |
| 1989 Ediția 2   | Daniel Day-Lewis            | Piciorul meu Stâng                   | My Left Foot                                 |
| 1989 Ediția 2   | Davor Dujmović              | Vremea țiganilor                     | Dom za vesanje                               |
| 1989 Ediția 2   | Károly Eperjes              | Eldorádó                             | Eldorádó                                     |
| 1989 Ediția 2   | Jozef Króner                | Thou, Which Art in Heaven            | Ti, koyto si na nebeto                       |

### Anii 1990
| An             | Câștigători și nominalizați | Titlu română/engleză              | Titlu original                    |
| -------------- | --------------------------- | --------------------------------- | --------------------------------- |
| 1990 Ediția 3  | Kenneth Branagh             | Henry V                           | Henry V                           |
| 1990 Ediția 3  | Gérard Depardieu            | Cyrano de Bergerac                | Cyrano de Bergerac                |
| 1990 Ediția 3  | Philip Zandén               | Skyddsängeln                      | Skyddsängeln                      |
| 1991 Ediția 4  | Michel Bouquet              | Toto eroul                        | Toto le héros                     |
| 1991 Ediția 4  | Claudio Amendola            | Ultrà                             | Ultrà                             |
| 1991 Ediția 4  | Richard Anconina            | Le Petit Criminel                 | Le Petit Criminel                 |
| 1992 Ediția 5  | Matti Pellonpää             | La Vie de Bohème                  | La Vie de Bohème                  |
| 1992 Ediția 5  | Denis Lavant                | Amantii de pe Pont-Neuf           | Les Amants du Pont-Neuf           |
| 1992 Ediția 5  | Enrico Lo Verso             | The Stolen Children               | Il ladro di bambini               |
| 1993 Ediția 6  | Daniel Auteuil              | Un cœur en hiver                  | Un cœur en hiver                  |
| 1993 Ediția 6  | Carlo Cecchi                | Morte di un matematico napoletano | Morte di un matematico napoletano |
| 1993 Ediția 6  | Jan Decleir                 | Daens                             | Daens                             |
| 1994 Ediția 7  | Nu s-a acordat              | Nu s-a acordat                    | Nu s-a acordat                    |
| 1995 Ediția 8  | Nu s-a acordat              | Nu s-a acordat                    | Nu s-a acordat                    |
| 1996 Ediția 9  | Ian McKellen                | Richard III                       | Richard III                       |
| 1997 Ediția 10 | Bob Hoskins                 | Twenty Four Seven                 | Twenty Four Seven                 |
| 1997 Ediția 10 | Mario Adorf                 | Rossini                           | Rossini                           |
| 1997 Ediția 10 | Jerzy Stuhr                 | Love Stories                      | Historie miłosne                  |
| 1997 Ediția 10 | Philippe Torreton           | Căpitanul Conan                   | Capitaine Conan                   |
| 1998 Ediția 11 | Roberto Benigni             | Viața e frumoasă                  | La vita è bella                   |
| 1998 Ediția 11 | Javier Bardem               | Sânge fierbinte                   | Carne trémula                     |
| 1998 Ediția 11 | Peter Mullan                | Numele meu este Joe               | My Name Is Joe                    |
| 1998 Ediția 11 | Ulrich Thomsen              | Sărbătoarea                       | Festen                            |
| 1999 Ediția 12 | Ralph Fiennes               | Sunshine                          | Sunshine                          |
| 1999 Ediția 12 | Anders W. Berthelsen        | Mifune                            | Mifunes sidste sang               |
| 1999 Ediția 12 | Rupert Everett              | Soțul ideal                       | An Ideal Husband                  |
| 1999 Ediția 12 | Götz George                 | After the Truth                   | Nichts als die Wahrheit           |
| 1999 Ediția 12 | Philippe Torreton           | Ça commence aujourd'hui           | Ça commence aujourd'hui           |
| 1999 Ediția 12 | Ray Winstone                | Zona de conflict                  | The War Zone                      |

### Anii 2000
| An             | Câștigători și nominalizați                                                                 | Titlu română/engleză                               | Titlu original                                            |
| -------------- | ------------------------------------------------------------------------------------------- | -------------------------------------------------- | --------------------------------------------------------- |
| 2000 Ediția 13 | Sergi López                                                                                 | Sunt aici să te ajut                               | Harry, un ami qui vous veut du bien                       |
| 2000 Ediția 13 | Jamie Bell                                                                                  | Billy Elliot                                       | Billy Elliot                                              |
| 2000 Ediția 13 | Bruno Ganz                                                                                  | Pâine si lalele                                    | Pane e tulipani                                           |
| 2000 Ediția 13 | Ingvar Eggert Sigurðsson                                                                    | Angels of the Universe                             | Englar alheimsins                                         |
| 2000 Ediția 13 | Krzysztof Siwczyk                                                                           | Wojaczek                                           | Wojaczek                                                  |
| 2000 Ediția 13 | Stellan Skarsgård                                                                           | Aberdeen                                           | Aberdeen                                                  |
| 2001 Ediția 14 | Ben Kingsley                                                                                | Ultima lovitură                                    | Sexy Beast                                                |
| 2001 Ediția 14 | Jesper Christensen                                                                          | The Bench                                          | Bænken                                                    |
| 2001 Ediția 14 | Branko Đurić                                                                                | No Man's Land                                      | No Man's Land                                             |
| 2001 Ediția 14 | Cast of Last Orders Michael Caine, Tom Courtenay, David Hemmings, Bob Hoskins, Ray Winstone | Last Orders                                        | Last Orders                                               |
| 2001 Ediția 14 | Michel Piccoli                                                                              | I'm Going Home                                     | Je rentre à la maison                                     |
| 2001 Ediția 14 | Stellan Skarsgård                                                                           | Cazul Furtwängler                                  | Taking Sides                                              |
| 2002 Ediția 15 | Sergio Castellitto                                                                          | Mostly Martha My Mother's Smile                    | Bella Martha L'ora di religione (Il sorriso di mia madre) |
| 2002 Ediția 15 | Javier Bardem                                                                               | Mondays in the Sun                                 | Los lunes al sol                                          |
| 2002 Ediția 15 | Javier Cámara                                                                               | Talk to Her                                        | Hable con ella                                            |
| 2002 Ediția 15 | Martin Compston                                                                             | Sweet Sixteen                                      | Sweet Sixteen                                             |
| 2002 Ediția 15 | Olivier Gourmet                                                                             | The Son                                            | Le fils                                                   |
| 2002 Ediția 15 | Markku Peltola                                                                              | The Man Without a Past                             | Mies vailla menneisyyttä                                  |
| 2002 Ediția 15 | Timothy Spall                                                                               | All or Nothing                                     | All or Nothing                                            |
| 2003 Ediția 16 | Daniel Brühl                                                                                | Good Bye Lenin!                                    | Good Bye Lenin!                                           |
| 2003 Ediția 16 | Chiwetel Ejiofor                                                                            | Dirty Pretty Things                                | Dirty Pretty Things                                       |
| 2003 Ediția 16 | Tómas Lemarquis                                                                             | Noi the Albino                                     | Nói albinói                                               |
| 2003 Ediția 16 | Luigi Lo Cascio                                                                             | The Best of Youth                                  | La meglio gioventù                                        |
| 2003 Ediția 16 | Jean Rochefort                                                                              | The Man on the Train                               | L'homme du train                                          |
| 2003 Ediția 16 | Bruno Todeschini                                                                            | His Brother                                        | Son frère                                                 |
| 2004 Ediția 17 | Javier Bardem                                                                               | The Sea Inside                                     | Mar adentro                                               |
| 2004 Ediția 17 | Daniel Brühl                                                                                | The Edukators                                      | Die fetten Jahre sind vorbei                              |
| 2004 Ediția 17 | Bruno Ganz                                                                                  | Downfall                                           | Der Untergang                                             |
| 2004 Ediția 17 | Gérard Jugnot                                                                               | The Chorus                                         | Les choristes                                             |
| 2004 Ediția 17 | Bogdan Stupka                                                                               | Our Own                                            | Svoi                                                      |
| 2004 Ediția 17 | Birol Ünel                                                                                  | Head-On                                            | Gegen die Wand                                            |
| 2005 Ediția 18 | Daniel Auteuil                                                                              | Hidden                                             | Caché                                                     |
| 2005 Ediția 18 | Romain Duris                                                                                | The Beat That My Heart Skipped                     | De battre mon cœur s'est arrêté                           |
| 2005 Ediția 18 | Henry Hübchen                                                                               | Go for Zucker                                      | Alles auf Zucker!                                         |
| 2005 Ediția 18 | Ulrich Matthes                                                                              | The Ninth Day                                      | Der neunte Tag                                            |
| 2005 Ediția 18 | Jérémie Renier                                                                              | The Child                                          | L'enfant                                                  |
| 2005 Ediția 18 | Ulrich Thomsen                                                                              | Brothers                                           | Brødre                                                    |
| 2006 Ediția 19 | Ulrich Mühe                                                                                 | The Lives of Others                                | Das Leben der Anderen                                     |
| 2006 Ediția 19 | Patrick Chesnais                                                                            | Not Here to Be Loved                               | Je ne suis pas là pour être aimé                          |
| 2006 Ediția 19 | Jesper Christensen                                                                          | Manslaughter                                       | Drabet                                                    |
| 2006 Ediția 19 | Mads Mikkelsen                                                                              | After the Wedding                                  | Efter brylluppet                                          |
| 2006 Ediția 19 | Cillian Murphy                                                                              | The Wind That Shakes the Barley Breakfast on Pluto | The Wind That Shakes the Barley Breakfast on Pluto        |
| 2006 Ediția 19 | Silvio Orlando                                                                              | The Caiman                                         | Il caimano                                                |
| 2007 Ediția 20 | Sasson Gabai                                                                                | The Band's Visit                                   | Bikur Ha-Tizmoret                                         |
| 2007 Ediția 20 | Elio Germano                                                                                | My Brother is an Only Child                        | Mio fratello è figlio unico                               |
| 2007 Ediția 20 | Miki Manojlović                                                                             | Irina Palm                                         | Irina Palm                                                |
| 2007 Ediția 20 | James McAvoy                                                                                | The Last King of Scotland                          | The Last King of Scotland                                 |
| 2007 Ediția 20 | Michel Piccoli                                                                              | Belle Toujours                                     | Belle Toujours                                            |
| 2007 Ediția 20 | Ben Whishaw                                                                                 | Perfume: The Story of a Murderer                   | Perfume: The Story of a Murderer                          |
| 2008 Ediția 21 | Toni Servillo                                                                               | Il Divo Gomorra                                    | Il Divo Gomorra                                           |
| 2008 Ediția 21 | Michael Fassbender                                                                          | Hunger                                             | Hunger                                                    |
| 2008 Ediția 21 | Thure Lindhardt Mads Mikkelsen                                                              | Flame & Citron                                     | Flammen & Citronen                                        |
| 2008 Ediția 21 | James McAvoy                                                                                | Atonement                                          | Atonement                                                 |
| 2008 Ediția 21 | Jürgen Vogel                                                                                | The Wave                                           | Die Welle                                                 |
| 2008 Ediția 21 | Elmar Wepper                                                                                | Cherry Blossoms                                    | Kirschbluten - Hanami                                     |
| 2009 Ediția 22 | Tahar Rahim                                                                                 | A Prophet                                          | Un prophète                                               |
| 2009 Ediția 22 | Moritz Bleibtreu                                                                            | The Baader Meinhof Complex                         | Der Baader Meinhof Komplex                                |
| 2009 Ediția 22 | Steve Evets                                                                                 | Looking for Eric                                   | Looking for Eric                                          |
| 2009 Ediția 22 | David Kross                                                                                 | The Reader                                         | The Reader                                                |
| 2009 Ediția 22 | Dev Patel                                                                                   | Slumdog Millionaire                                | Slumdog Millionaire                                       |
| 2009 Ediția 22 | Filippo Timi                                                                                | Vincere                                            | Vincere                                                   |

### Anii 2010
| An                     | Câștigători și nominalizați      | Titlu română/engleză                | Titlu original                  | Rol                           |
| ---------------------- | -------------------------------- | ----------------------------------- | ------------------------------- | ----------------------------- |
| 2010 Ediția 23         | Ewan McGregor                    | Marioneta                           | The Ghost Writer                | The Ghost                     |
| 2010 Ediția 23         | Jakob Cedergren                  | Submarino                           | Submarino                       | Nick                          |
| 2010 Ediția 23         | Elio Germano                     | Viața noastră                       | La nostra vita                  | Claudio                       |
| 2010 Ediția 23         | George Piștereanu                | Eu când vreau să fluier, fluier     | Eu când vreau să fluier, fluier | Silviu                        |
| 2010 Ediția 23         | Luis Tosar                       | Cell 211                            | Celda 211                       | Malamadre                     |
| 2011 Ediția 24         | Colin Firth                      | Discursul regelui                   | The King's Speech               | Regele George VI              |
| 2011 Ediția 24         | Jean Dujardin                    | Artistul                            | The Artist                      | George Valentin               |
| 2011 Ediția 24         | Mikael Persbrandt                | Într-o lume mai bună                | Hævnen                          | Anton                         |
| 2011 Ediția 24         | Michel Piccoli                   | Cu Papa la psihiatru                | Habemus Papam                   | Cardinal Melville/The Pope    |
| 2011 Ediția 24         | André Wilms                      | Le Havre                            | Le Havre                        | Marcel Marx                   |
| 2012 Ediția 25         | Jean-Louis Trintignant           | Iubire                              | Amour                           | Georges Laurent               |
| 2012 Ediția 25         | François Cluzet Omar Sy          | Invincibilii                        | Intouchables                    | Philippe Driss Bassary        |
| 2012 Ediția 25         | / Michael Fassbender             | Rușine                              | Shame                           | Brandon Sullivan              |
| 2012 Ediția 25         | Mads Mikkelsen                   | Vînătoarea                          | Jagten                          | Lucas                         |
| 2012 Ediția 25         | Gary Oldman                      | Un spion care știa prea multe       | Tinker Tailor Soldier Spy       | George Smiley/"Beggarman"     |
| 2013 Ediția 26         | Toni Servillo                    | Marea frumusețe                     | La grande belleza               | Jep Gambardella               |
| 2013 Ediția 26         | Jude Law                         | Anna Karenina                       | Anna Karenina                   | Alexei Alexandrovich Karenin  |
| 2013 Ediția 26         | Johan Heldenbergh                | The Broken Circle Breakdown         | The Broken Circle Breakdown     | Didier Bontinck               |
| 2013 Ediția 26         | Fabrice Luchini                  | În casă                             | Dans la maison                  | Germain Germain               |
| 2013 Ediția 26         | Tom Schilling                    | Oh Boy!                             | Oh Boy!                         | Niko Fischer                  |
| 2014 Ediția 27         | Timothy Spall                    | Mr. Turner                          | Mr. Turner                      | Joseph Mallord William Turner |
| 2014 Ediția 27         | Brendan Gleeson                  | Calvary                             | Calvary                         | Father James                  |
| 2014 Ediția 27         | Tom Hardy                        | Locke                               | Locke                           | Ivan Locke                    |
| 2014 Ediția 27         | Aleksei Serebryakov              | Leviathan                           | Левиафан                        | Kolya Sergyev                 |
| 2014 Ediția 27         | Stellan Skarsgård                | Nymphomaniac                        | Nymphomaniac                    | Seligman                      |
| 2015 Ediția 28         |                                  |                                     |                                 |                               |
| Michael Caine          | Tinerețe                         | Youth - La giovinezza               | Fred Ballinger                  |                               |
| Tom Courtenay          | 45 de ani                        | 45 Years                            | Geoff Mercer                    |                               |
| Colin Farrell          | Homarul                          | The Lobster                         | David                           |                               |
| Christian Friedel      | 13 Minutes                       | Elser - Er hätte die Welt verändert | Georg Elser                     |                               |
| Vincent Lindon         | Legea pieței                     | La Loi du marché                    | Thierry Taugourdeau             |                               |
| 2016 Ediția 29         |                                  |                                     |                                 |                               |
| Peter Simonischek      | Toni Erdmann                     | Toni Erdmann                        | Winfried Conradi / Toni Erdmann |                               |
| Javier Cámara          | Dacă Truman ar vorbi             | Truman                              | Tomás                           |                               |
| Hugh Grant             | Florence                         | Florence Foster Jenkins             | St. Clair Bayfield              |                               |
| Dave Johns             | Eu, Daniel Blake                 | I, Daniel Blake                     | Daniel Blake                    |                               |
| Burghart Klaußner      | The People vs. Fritz Bauer       | Der Staat gegen Fritz Bauer         | Fritz Bauer                     |                               |
| Rolf Lassgård          | A Man Called Ove                 | En man som heter Ove                | Ove                             |                               |
| 2017 Ediția 30         |                                  |                                     |                                 |                               |
| Claes Bang             | Pătratul                         | The Square                          | Christian                       |                               |
| Nahuel Pérez Biscayart | 120 de bătăi pe minut            | 120 battements par minute           | Sean Dalmazo                    |                               |
| Colin Farrell          | Uciderea cerbului sacru          | The Killing of a Sacred Deer        | Steven Murphy                   |                               |
| Josef Hader            | Stefan Zweig: Farewell to Europe | Vor der Morgenröte                  | Stefan Zweig                    |                               |
| Jean-Louis Trintignant | Final fericit                    | Happy End                           | Georges Laurent                 |                               |

^[B]Ursul de Argint pentru cel mai bun actor
^[C]Festivalul de Film de la Cannes
^[V]Festivalul de Film de la Veneția